# Unione Democratica (Slovacchia)
L'Unione Democratica (in slovacco: Demokratická Únia - DÚ) è stato un partito politico slovacco di orientamento conservatore e cristiano-democratico fondato nel 1995 mediante la confluenza di due distinti soggetti politici:
- l'Unione Democratica di Slovacchia (Demokratická Únia Slovenska - DEÚS), costituitasi nel 1994 dalla fusione fra Alternativa del Realismo Politico (Alternatívy politického realizmu) e Alleanza dei Democratici della Slovacchia (Aliancie demokratov Slovenska);
- il Partito Nazionale-Democratico (Národno-Demokratická Strana - NDS), fondato anch'esso nel 1994 per effetto di una scissione dal Partito Nazionale Slovacco.

Alle elezioni parlamentari del 1994 DEÚS aveva ottenuto l'8,57% dei voti e 15 seggi.

## Storia
In occasione delle elezioni parlamentari del 1998, il partito prese parte alla Coalizione Democratica Slovacca guidata da Mikuláš Dzurinda, divenuto Primo ministro.
Nel 2000 confluì nell'Unione Democratica e Cristiana Slovacca; quest'ultima formazione, a sua volta, nel 2006 dette vita all'Unione Democratica e Cristiana Slovacca - Partito Democratico, dopo la fusione col Partito Democratico.

## Risultati elettorali
| Elezione                         | Voti                             | %                                | Seggi                            |
| Unione Democratica di Slovacchia | Unione Democratica di Slovacchia | Unione Democratica di Slovacchia | Unione Democratica di Slovacchia |
| -------------------------------- | -------------------------------- | -------------------------------- | -------------------------------- |
| Parlamentari 1994                | 246.444                          | 8,57                             | 15 / 150                         |
| Unione Democratica               |                                  |                                  |                                  |
| Parlamentari 1998                | 884.497                          | 26,33                            | 42 / 150                         |
| 1.                               |                                  |                                  |                                  |

| Controllo di autorità | VIAF (EN) 8272156565706923500005 |